# (+)-Tujan-3-ol dehidrogenaza
(+)-Tujan-3-ol dehidrogenaza (EC 1.1.1.323, d-3-tujanolna dehidrogenaza, TDH) je enzim sa sistematskim imenom (+)-tujan-3-ol:NAD(P)+ oksidoreduktaza. Ovaj enzim katalizuje sledeću hemijsku reakciju
(+)-tujan-3-ol + NAD(P)+ {\displaystyle \rightleftharpoons } (+)-tujan-3-on + NAD(P)H + H+
Ovaj enzim je izolovan iz biljke Tanacetum vulgare (buhač). NADH je preferentni kofaktor u odnosu na NADPH.

## Literatura
- Nicholas C. Price; Lewis Stevens (1999). Fundamentals of Enzymology: The Cell and Molecular Biology of Catalytic Proteins (Third изд.). USA: Oxford University Press. ISBN 019850229X.
- Eric J. Toone (2006). Advances in Enzymology and Related Areas of Molecular Biology, Protein Evolution (Volume 75 изд.). Wiley-Interscience. ISBN 0471205036.
- Branden C; Tooze J. Introduction to Protein Structure. New York, NY: Garland Publishing. ISBN 0-8153-2305-0.
- Irwin H. Segel. Enzyme Kinetics: Behavior and Analysis of Rapid Equilibrium and Steady-State Enzyme Systems (Book 44 изд.). Wiley Classics Library. ISBN 0471303097.

## Spoljašnje veze
- (+)-thujan-3-ol+dehydrogenase на 